# Fusinus strigatus
Fusinus strigatus là một loài ốc biển, là động vật thân mềm chân bụng sống ở biển trong họ Fasciolariidae, ốc vặn, ốc tulip và họ hàng.